# DRG E 18 sorozat
Az DB 118 sorozat, korábban DR 218 sorozat (eredetileg DRG E18 sorozat) egy német 1'Do1' tengelyelrendezésű, 15 kV 16,7 Hz AC áramrendszerű villamosmozdony-sorozat az 1930-as évekből.

## Története
A Deutsche Reichsbahn (DRG) már az E04 sorozat építése közben megállapította, hogy annak maximális 130 km/h sebessége kevés lesz a gyorsvonatok emelkedő sebességéhez. Emiatt 1933-ban az AEG-t megbízták egy 120 km/h-nál nagyobb sebességű, nehéz gyorsvonati villamosmozdony kifejlesztésével. Az új mozdonynak futástechnikailag az E17, elektromos szempontból az E04 sorozatokból kellett felépülnie. Két évvel később megépült a két prototípus, majd megkezdődött a szériagyártás. Az E18 01 számú mozdony 1935 júniusában próbafutáson elérte a 165 km-h sebességet, az E18 22 pedig 1937-ben Párizsban megnyerte a Grand Prix díjat. 1939-ben a DRG újabb 48 mozdonyt rendelt, ezeket azonban már nem építették meg a második világháború kitörése miatt, addig így 53 mozdony állt üzembe.
Az E18 sorozatot eredetileg a Berlin és München közötti gyorsvonati forgalomhoz rendelték, 1942-ben a Saalbahn vonalon is közlekedtek. Hét mozdony Sziléziában alkalmaztak, majd ezeket 1945-ben a szovjet Vörös Hadsereg elől Bajorországba menekítették.
A sorozatból rendelt a BBÖ is, ezek a némileg erősebb és kisebb sebességű mozdonyok később ÖBB 1018 sorozatszámon álltak forgalomba Ausztriában.

## A második világháború alatt
A második világháborúban 6 darab mozdony vesztettek el, légitámadásban elpusztult az E18 04, E18 09, E18 23, E18 33, E18 52, illetve Görlitz-ben egy baleset következtében az E18 15.  A háború után az E18 01 mozdonyt sérülései, az E18 07-et baleset miatt kellett selejtezni. A vasúti járműpark felosztásával 39 darab mozdony került a Deutsche Bundesbahnhoz, 3 darab az NDK-beli Deutsche Reichsbahnhoz, míg 2 darab mozdony Ausztriában az ÖBB-hez.

## Alkalmazás a Deutsche Bundesbahn-nál
Az 1954-1955 években a Krupp gyárban még két mozdonyt (E18 054 és E18 055) építettek, így a DB 41 darab mozdonnyal rendelkezett. Ezek bajor vontatási telepeken dolgoztak, így München-ben, Stuttgart-ban, Nürnberg-ben és Regensburg-ban. 1968-ban a sorozatot átszámozták DB 118 sorozatnak. Az utolsó mozdonyt 1984-ben selejtezték. 1986-ban még kilenc mozdony volt meg, ezekből muzeális célokra megmaradt a 118 003, 118 008, 118 024, 118 047.

## Alkalmazás a Deutsche Reichsbahn-nál
Az öt darab fennmaradt üzemképes mozdonyt (E18 28, E18 34, E18 44 Lipcsében és E18 24, E18 48 Saalfeld-ben) 1946-ban át kellett adni a Szovjetuniónak, ahol a Kotlas-Vorkuta vonalon dolgoztak, majd onnan csak 1952-ben tértek vissza. Ezeket a mozdonyokat a DR eladta a DB-nek. A villamosított üzem folyamatos felvételével a Berlin-Hennigsdorf-i AEG-gyárban megmaradt 3 darab sérült mozdonyt 1958 és 1960 között üzemképessé tették (E18 19, E18 31, E18 40). Szép formájuk miatt gyakorta ezeket a mozdonyokat alkalmazták a villamosított szakaszok felavatásánál és a lipcsei vásári különvonatoknál. Érdekességképpen az E18 31 mozdonyt 1967-ben a DR féláramszedővel szerelte fel. A három mozdonyt a DR 1969-1970-ben átépítette 180 km/h sebességre, azonban az E18 40 mozdonyt már 1972-ben selejtezni kellett súlyos balesete miatt. A másik két mozdonyt Halléba állomásítva általában próbamenetekhez és speciális menetekhez használták. 1970-től a sorozatjelzésük DR 218-ra változott. A 218 019 mozdony 2000-ig üzemképes maradt, jelenleg külsőleg felújítva a Lichtenfels-i Deutsche Bahn-múzeumban van. A 218 031 a mai napig üzemképes nosztalgiamozdony.

## Galéria

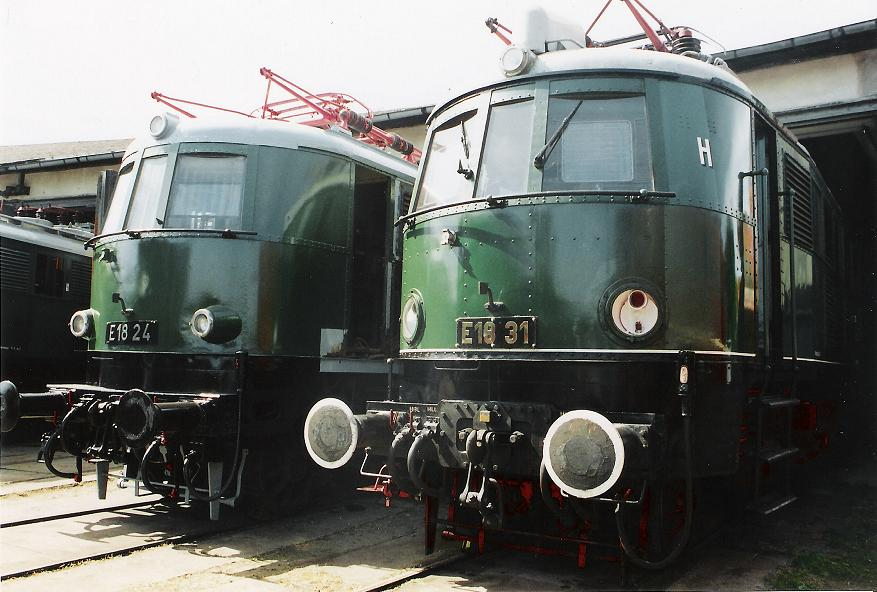
Zöld E18-asok Weimar-ban
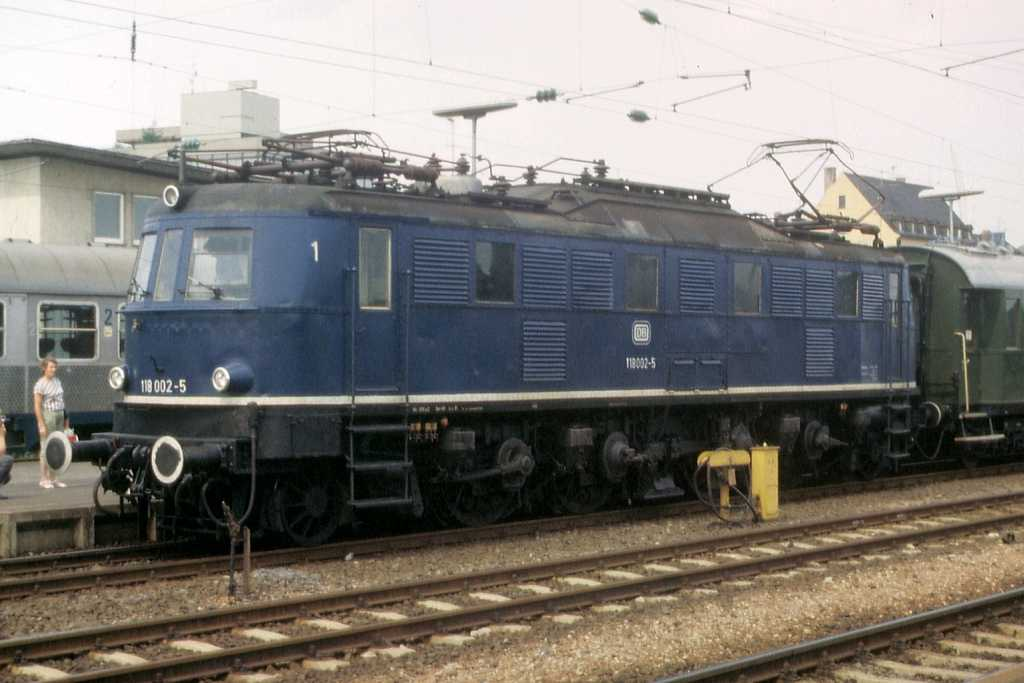
Kék DB-kivitelű 118
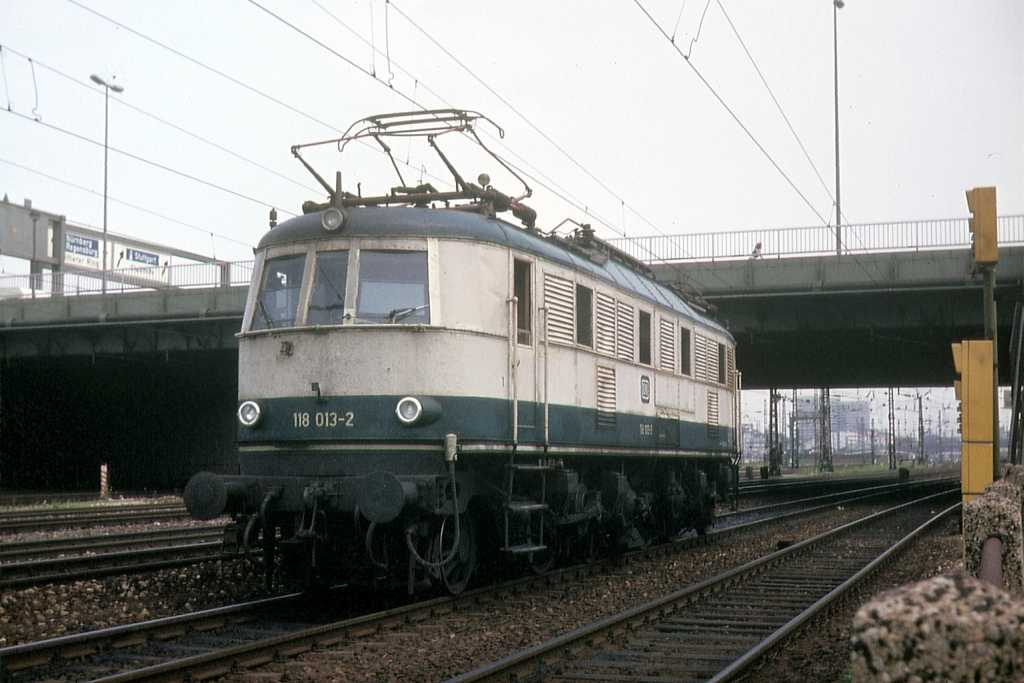
DB 118 óceánkék/bézs kivitelben
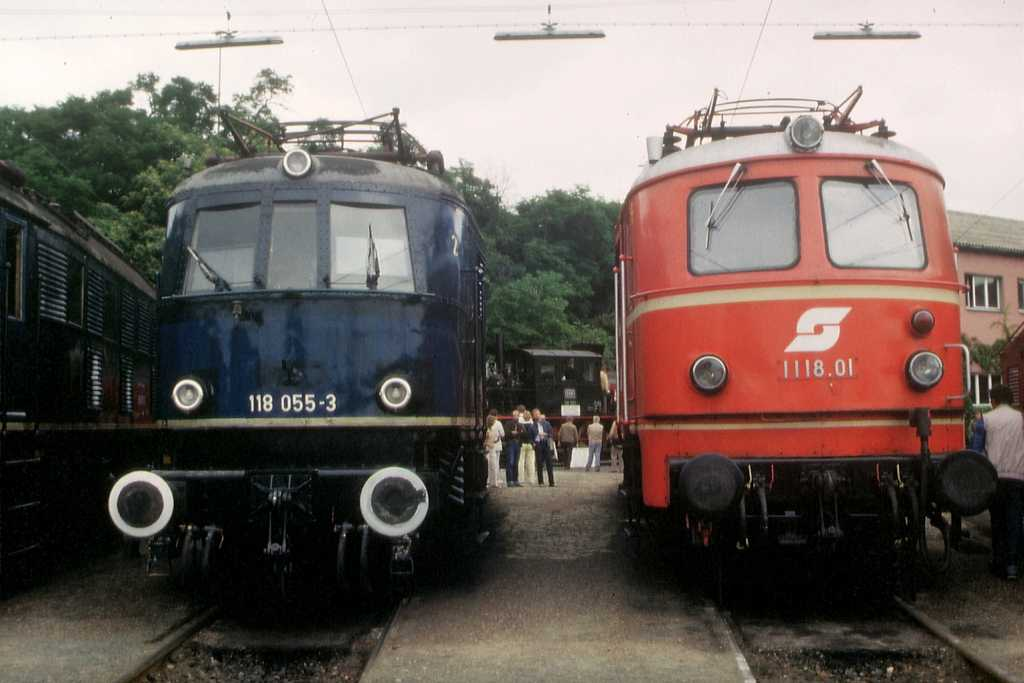
DB 118 az ÖBB 1118 mellett
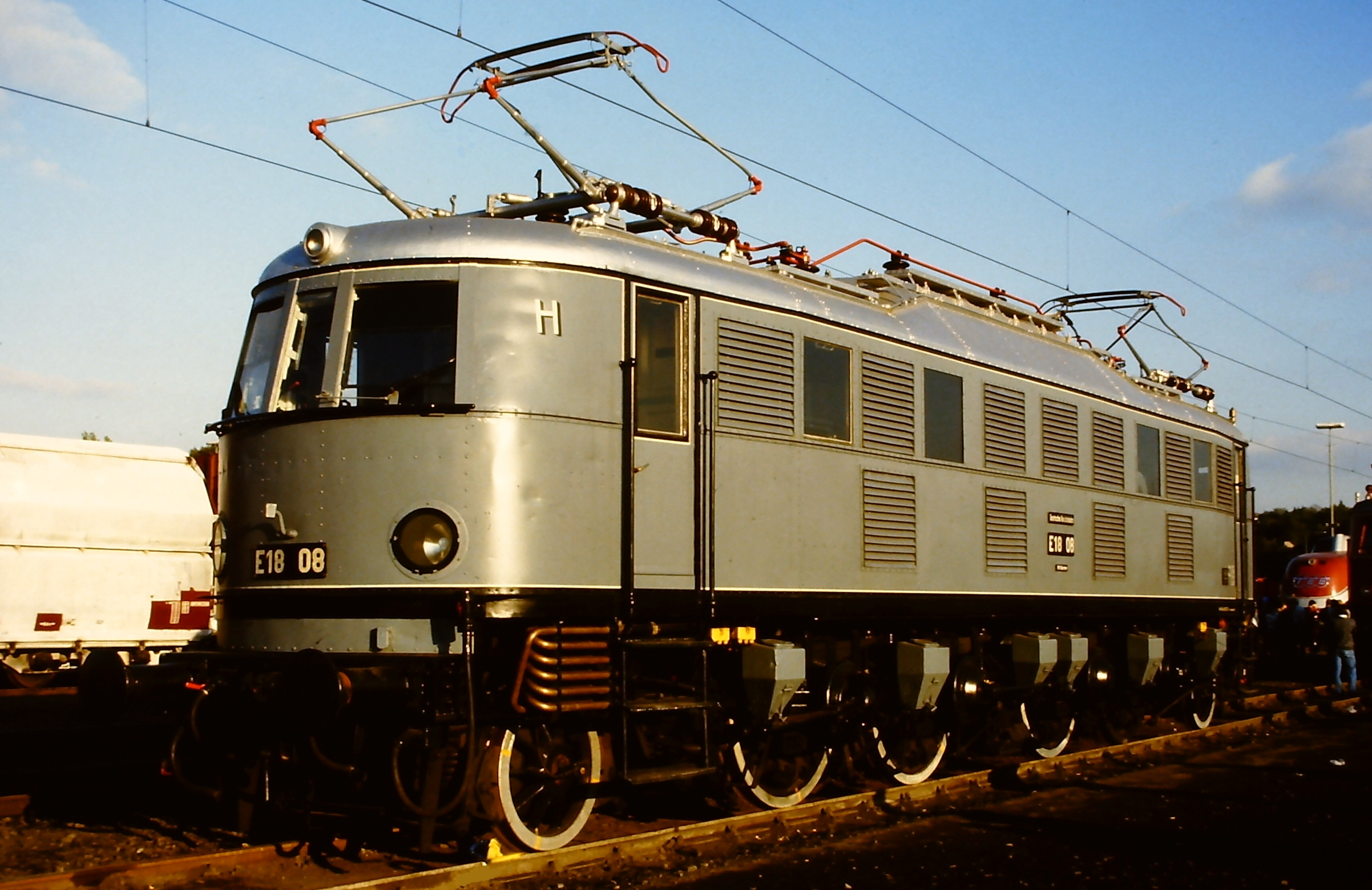
E 18 08 (Bochum-Dahlhausen)